# اقلید
اِقلید شهری در شمال استان فارس است که مرکز شهرستان اقلید محسوب می‌شود. جمعیت بخش مرکزی این شهر در سرشماری عمومی نفوس و مسکن سال ۱۳۹۵ برابر ۵۰٬۳۴۱ تن و سیزدهمین شهر پرجمعیت استان فارس است؛ مجموع جمعیت شهرستان اقلید ۹۳٬۷۶۳ تن بوده است. شهر اقلید با بیش از ۲٬۳۰۰ متر ارتفاع از سطح دریا، دومین شهر بلند در استان فارس پس از صفاشهر و ششمین شهر مرتفع کشور است. قله بِل بلندترین قله استان فارس و نود و یکمین قله مرتفع کشور با ارتفاع ۴٫۰۵۰ متر از سطح دریا در این شهرستان قرار دارد.
دریاچه کافتر، تنگ براق، کوه بل، قدمگاه سده، چشمه بالنگان، باتلاق گور بهرام، آسپاس، حوضچه دختر گبر، امامزاده سید محمد، چشمه محمد رسول‌الله، منطقه شکارممنوع بصیران، خیابان فسارود، سرداب، بید سبحان، پارک انقلاب، پارک پارسیان، باغ گل خارستان، قلعه شهرآشوب، فی منی حسن‌آباد، قوره‌دان، امامزاده اسماعیل، و چشمه‌های متعددی که فضاهای فرح‌بخش و زیبایی را فراهم آورده‌اند به همراه دامنه کوه‌ها و سواحل رودخانه‌ها و دریاچه سد ملاصدرا از مهم‌ترین جاذبه‌های طبیعی شهر و شهرستان اقلید به‌شمار می‌آیند.

## مشخصات جغرافیایی

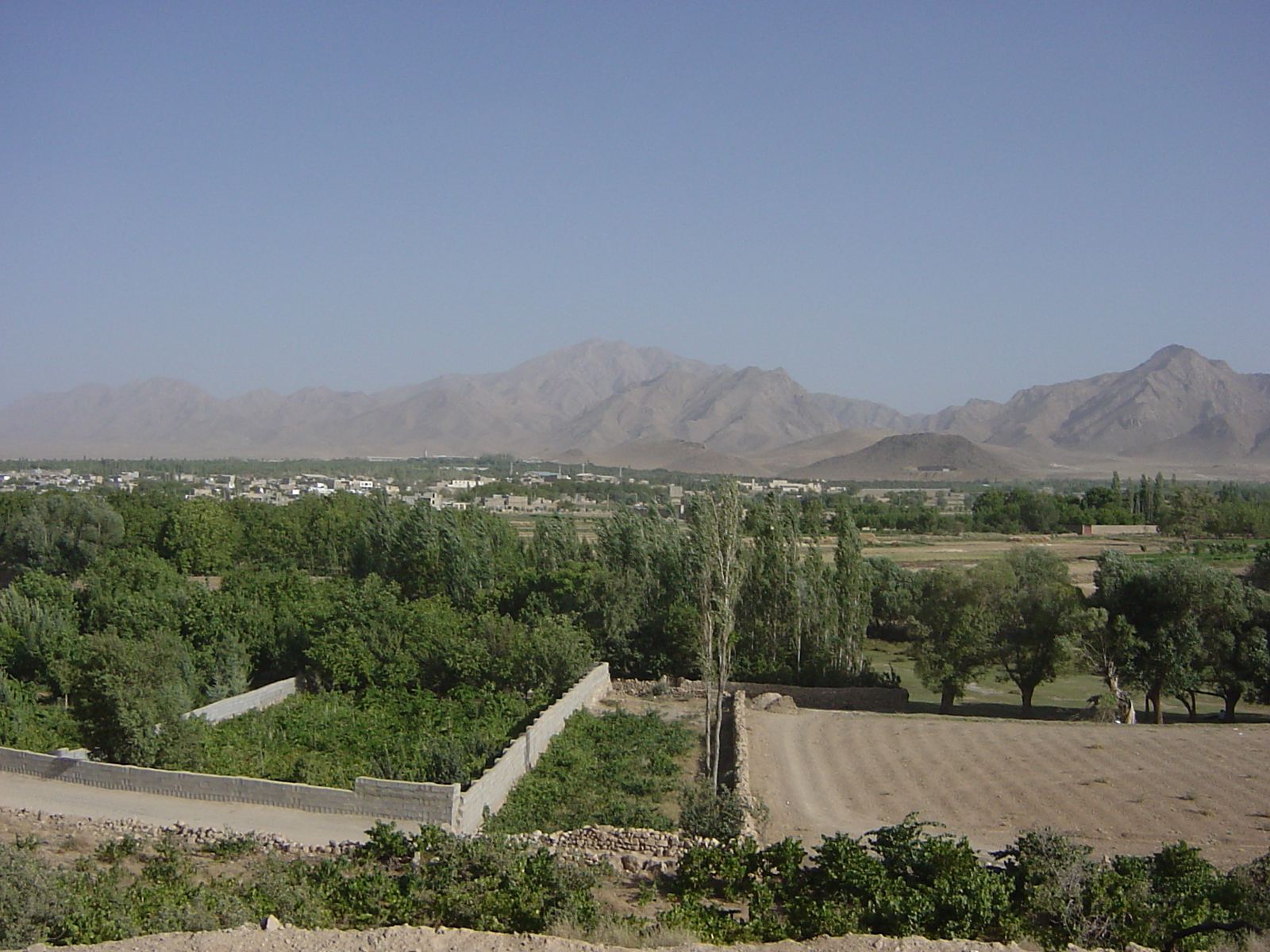
طبیعت اقلید

اقلید واقع در طول جغرافیایی ۵۲ درجه و ۷۲ دقیقه و عرض جغرافیایی ۳۰ درجه و ۹۰ دقیقه و بلندی حد اقل۲۳۰۰ متری از سطح دریا می‌باشد. شهرستان اقلید جزء مناطق کوهستانی و مرتفع کشور به‌شمار می‌رود و شهر اقلید دومین شهر بلند در استان فارس پس از صفاشهر و ششمین شهر مرتفع کشور است. بلندی‌های آن دنباله رشته کوه زاگرس بوده و حداکثر بلندای آن از سطح دریا ۳۹۴۳ متر بنام کوه بل در جنوب اقلید است. دارای زمستان‌های سرد و تابستان‌های معتدل می‌باشد. حداکثر درجه حرارت برابر با ۳۷ درجه سانتیگراد و حداقل آن ۲۲- درجه سانتیگراد در سردترین ماه سال است. متوسط بارندگی سالیانه در این شهر بین ۳۳۰–۳۰۰ میلی‌متر است. این شهر یکی از نواحیی بادخیز استان بوده و اکثر مواقع سال سرعت باد قابل ملاحظه است.

## پیشینه تاریخی
پیشینه منطقه با توجه به فصل اول پژوهش باستان‌شناسی و نشانه‌هایی که در دسترس است به پنج هزار سال پیش از میلاد می‌رسد و اقلید در حال حاضر از قدیمی‌ترین و تاریخی‌ترین شهرهای ایران به‌شمار می‌رود. آثار تاریخی مانند حوضچه دختر گبر، کتیبه و غار تنگ براق، کوشک زر، کتیبه کوه بل، باتلاق گور بهرام، چشمه شیرین، تل باکون (بکان) و قلعه‌ها و تپه‌های باستانی و ده‌ها نشانه کوچک و بزرگ دیگر گواه بر قدمت تاریخی این قلمرو است. در گذشته جاده شاهی یعنی راه اصلی اصفهان ـ شیراز از اقلید می‌گذشته است و به همین دلیل نقشی مهم‌تر و کلیدی تر از سایر شهرستان‌ها در تحرک فعالیت‌های اقتصادی و اجتماعی سرزمین پارس داشته است. این شهر زمانی گوشه‌ای از شاهنشاهی هخامنشیان به نام آزارگاتا و مرکز تربیت اسب جنگی کوروش به‌شمار می‌آمده است. به استناد آثار بجا مانده از کتب تاریخی و سفرنامه‌های جهانگردان، اقلید در دوران پیش از اسلام نیز شهری آباد و مطرح بوده است. در کتاب تاریخ فارسنامه ناصری از انتشارات کتابخانه سنایی آمده است که قدمت اقلید مربوط به دوران ساسانیان است و سنگ نوشته موجود در تل قلات مشتمل بر ۲۱ سطر خط پهلوی (مربوط به سال ۱۳۳۴ هـ. ش) مؤید این موضوع است.
در مورد وجه تسمیه اقلید، در گویش محلی مردم منطقه، نام این شهر به‌صورت «کیلیل» تلفظ می‌شود؛ واژه‌ای که در گذر زمان، به‌سبب دگرگونی آوایی و تأثیر گویش بومی، از صورت رسمی «اقلید» فاصله گرفته است.

## واژه‌ی «اقلید» و گویش «کیلیل»
دربارهٔ ریشهٔ واژهٔ «اقلید»، سه‌‌ فرضیهٔ اصلی مطرح شده است:
۱. فرضیهٔ ریشهٔ یونانی: برخی پژوهشگران بر این باورند که واژهٔ «اقلید» برگرفته از ریشهٔ یونانی kleis یا kleid به‌معنای «کلید» است. این واژه در زبان‌های اروپایی نیز دیده می‌شود، مانند:
- فرانسوی: clé
- انگلیسی: key
- آلمانی: Schlüssel

در این فرضیه، اقلید به‌معنای «کلید فارس» دانسته شده و موقعیت راهبردی شهر به‌عنوان گره‌گاه ارتباطی شمال، مرکز و جنوب ایران تقویت‌کنندهٔ این معنا است.
۲. فرضیهٔ ریشهٔ بومی و ایرانی: برخی زبان‌شناسان ایرانی از جمله احمد تدین بر این باورند که واژهٔ «اقلید» یا «کیلیل» ریشه در فارسی میانه و پهلوی دارد. در متون پهلوی، واژگانی چون «کیل»، «کلیل» و «کلاو» به‌معنای ابزار بازکننده، گذرگاه یا درگاه ثبت شده‌اند. در گویش مردم منطقه نیز «کیلید» هنوز به‌معنای «دروازه» یا «راه‌گشا» کاربرد دارد، نه صرفاً شیء بازکنندهٔ قفل.
۳. نظریهٔ اسطوره‌ای ـ تمدنی: در منابع اسطوره‌شناسی نیز از ایزدبانویی به نام «کیلیلی» در بابل باستان یاد شده که پیش از فتح بابل توسط کوروش کبیر، در کنار ایشتار، ایزدبانوی عشق و باروری بوده است. با توجه به تأثیر معماری و فرهنگ بابلی بر فارس پس از فتح بابل، برخی احتمال داده‌اند که نام «کیلیل» نیز به شکل فرهنگی یا مذهبی به این منطقه راه یافته باشد.
با توجه به موقعیت تاریخی و فرهنگی اقلید، نمی‌توان منشأ واحدی برای این واژه در نظر گرفت، اما پیوندهای آن با واژگان باستانی ایرانی و موقعیت جغرافیایی ویژهٔ آن، نشان از قدمتی دیرینه و لایه‌لایه در نام‌گذاری این شهر دارد.

## اقلید در آثار جهانگردان
آنچه می‌توان دربارهٔ قدمت تاریخی شهرستان اقلید بیان نمود به استناد آثاری است که از کتب تاریخی و سفرنامه‌های جهانگردان به جای مانده و بیانگر این است که اقلید در دوران پیش از اسلام نیز شهری آباد و مطرح بوده است.

ابن بطوطه، مورخ مراکشی در سفرنامه خود که در سال ۷۲۵ هجری تألیف شده، می‌نویسد: «وقتی از اصفهان به سوی شیراز حرکت کردیم، نخست به شهر کلیل رسیدیم که شهرکی است دارای شهرها و باغ‌ها و میوه‌های فراوان.»
در شاهنامه فردوسی، اقلید (جَز) نام داشته که به معنای جزیره است و این عنوان به این جهت بوده که در قسمت‌های جنوبی اقلید، به دلیل فراوانی آب و بارندگی زیاد، دریاچه‌هایی وجود داشته است.
فرصت الدوله شیرازی در کتاب آثار عجم از اقلید نام می‌برد و در سفر شیراز به تهران، در چمن آسپاس منزل کرده و چند شب را در آن جا گذرانده است.
ابن بلخی در کتاب فارسنامه که بین سال‌های ۵۰۰ تا ۵۵۰ هجری قمری نگاشته است، در مورد اقلید می‌گوید: «اقلید، شهرکی کوچک است و حصاری دارد و جامع و منبر دارد و هوای آن سردسیر است و آب آن خوش است و روان و میوه و غله از هر نوع است.»
ارجمان. [ ] ( اِخ ) سرمق و ارجمان شهرکی کوچک است و ناحیتی است و همه احوال آن همچنان اقلید است امّا زردالو است آنجا که در همه جهان مانند آن نباشد بشیرینی و نیکویی. و زردالوی کشته از آنجا بهمه جایی برند و آبادانست. ( فارسنامه ابن بلخی چ کمبریج ص 124 ).
حمداله مستوفی در کتاب نزهت القلوب می‌نویسد: «اقلید شهری کوچک است و حصاری دارد و هوایش معتدل است و آب روان دارد و در او از همه نوع میوه است و غله. سورمق و ارجمان از توابع اقلید است.»
ژان گوتر در کتاب خواجه تاجدار می‌نویسد: «سپاه آقامحمدخان قاجار با تصرف فارس، یک هفته در آسپاس و کوشک زر اتراق کرده و از آنجا به شیراز عزیمت نموده‌اند.»
مادام ژان دیولافوا که همراه شوهرش مارسل دیولافوا باستان‌شناس فرانسوی در سال ۱۸۸۱ میلادی به ایران مسافرت کرده است، در سفرنامه خود می‌نویسد: «به اقلید رفتیم تا مسجدی را که تعریف آن را شنیده بودیم ببینیم. خرابه‌های یک کاخ کوچک صفوی را هم دیدیم. هوای اقلید صاف، آب آن گوارا و چشمه‌های فراوان دارد.»
ایران‌شناس آلمانی، والتر هیتس، ضمن خواندن آثار باستانی مربوط به حوض دختر گبر در تل قلات اقلید، مقالاتی در این زمینه نوشته است.
هم چنین در فارسنامه ناصری نیز دربارهٔ اقلید چنین می‌خوانیم: «اقلید در دامنه کوهای زاگرس قرار دارد. رودخانه از میان آن جاری است در دو جانب این رودخانه باغ‌های پر از درختان سردسیری است مکانی با صفا و نزهت گاهی دلگشا است.»
دهخدا در واژه‌نامه خود می‌نویسد: «اقلید شهرکی است واقع در استخر فارس، دارای ولایات و مزارع بیشمار، دارای یک بخش مرکزی و مهم به نام سرحد چهاردانگه که سابقاً دشت روم گفته می‌شده است.»

## جمعیت
بر پایه سرشماری عمومی نفوس و مسکن در سال ۱۳۹۵ جمعیت این شهر ۴۴٬۳۴۱ نفر بوده است.
در اقلید مردمانی از قومیت‌های گوناگونی زندگی می‌کنند ولی اکثریت آنها فارس و سپس لر هستند.

## جاذبه‌های گردشگری

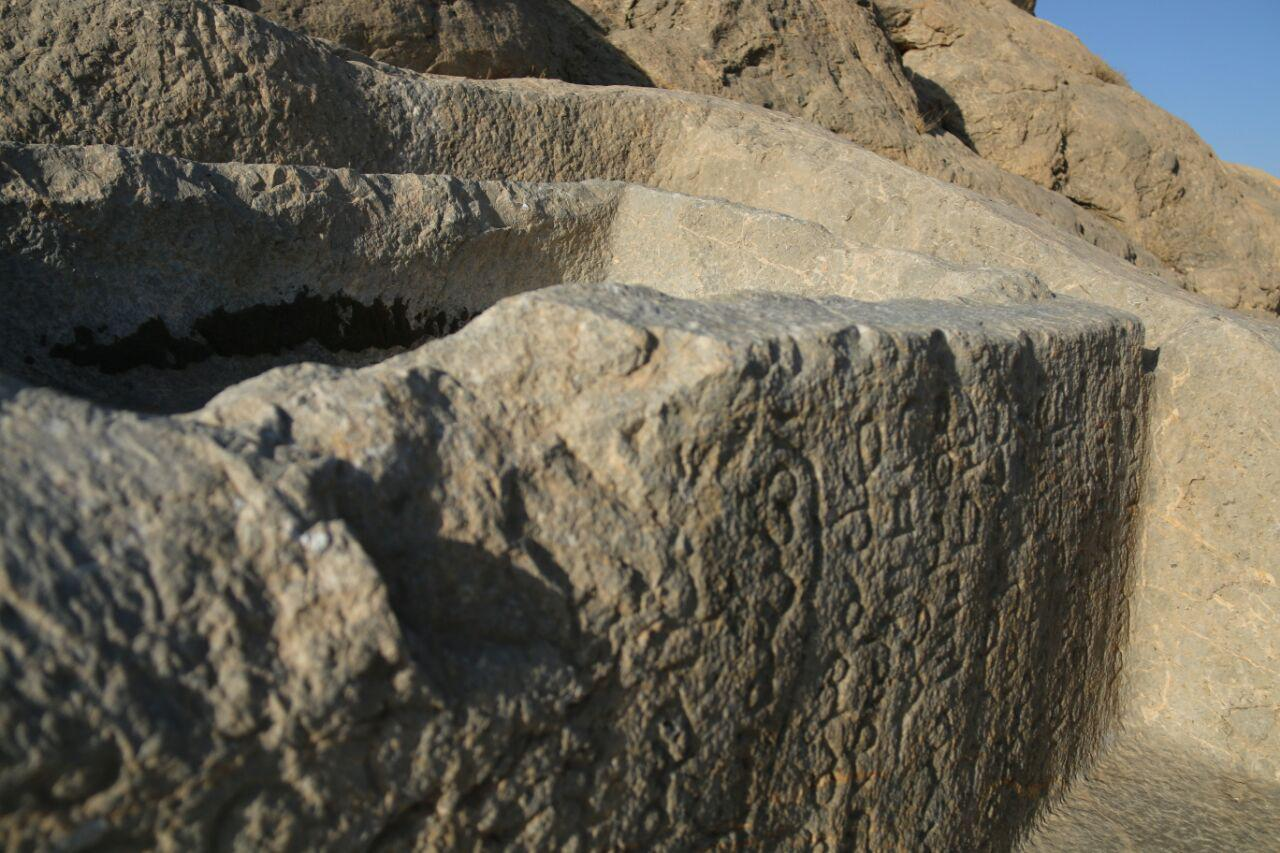
حوضچه دختر گبر و کتیبهٔ آن

### جاذبه‌های تاریخی
- حوضچه دختر گبر و کتیبه پهلوی در مرکز شهر اقلید درسینه کوهی از دل سنگ فضایی دوپله‌ای تراشیده است که دروسط گودالی به ارتفاع ۳۰ سانتی‌متر حفرشده است که مشهور به حوض دختر گبر است. به یکی از دیواره‌های این مکان کتیبه‌ای به خط پهلوی ساسانی درفضایی به طول ۲ متر و عرض ۸۸ سانتی‌متر کنده شده است.[۳]
- کاروانسراهای کناس[۳]
- قلعه شهرآشوب این قلعه بسیار زیبا متأسفانه چندی است که مورد تخریب واقع شده[۳]
- منبر و کتیبه مسجد جامع[۵]
- قلعه آسپاس[۱۰]
- باتلاق گور بهرام

### جاذبه‌های مذهبی
- امامزاده سید محمد:بقعه متبرک این امام زاده در فاصله ۷۹ کیلومتری جنوب شرقی اقلید در نزدیکی دریاچه کافتر واقع شده است. امام زاده سیدمحمد از نوادگان علی است. اطراف این امام زاده درختان فراوان و چشمه سارهایی وجود دارد که طراوت خاصی به منطقه داده است.
- امام زاده عبدالرحمن: بقعه متبرکه امام زاده در مرکز شهر و در کنار کوه حوض دختر گبر قراردارد. بقعه این امام زاده دارای دو گلدسته و گنبد است که در شبستان و صحن جلوی آن گلزار شهدای اقلید قرار دارد. و در انتهای شرقی آن مرقد امام زاده عبدالرحمن قراردارد. ضریح این امام زاده باقلم کاری‌های زیبا مزین شده است.[۳]

### جاذبه‌های طبیعی

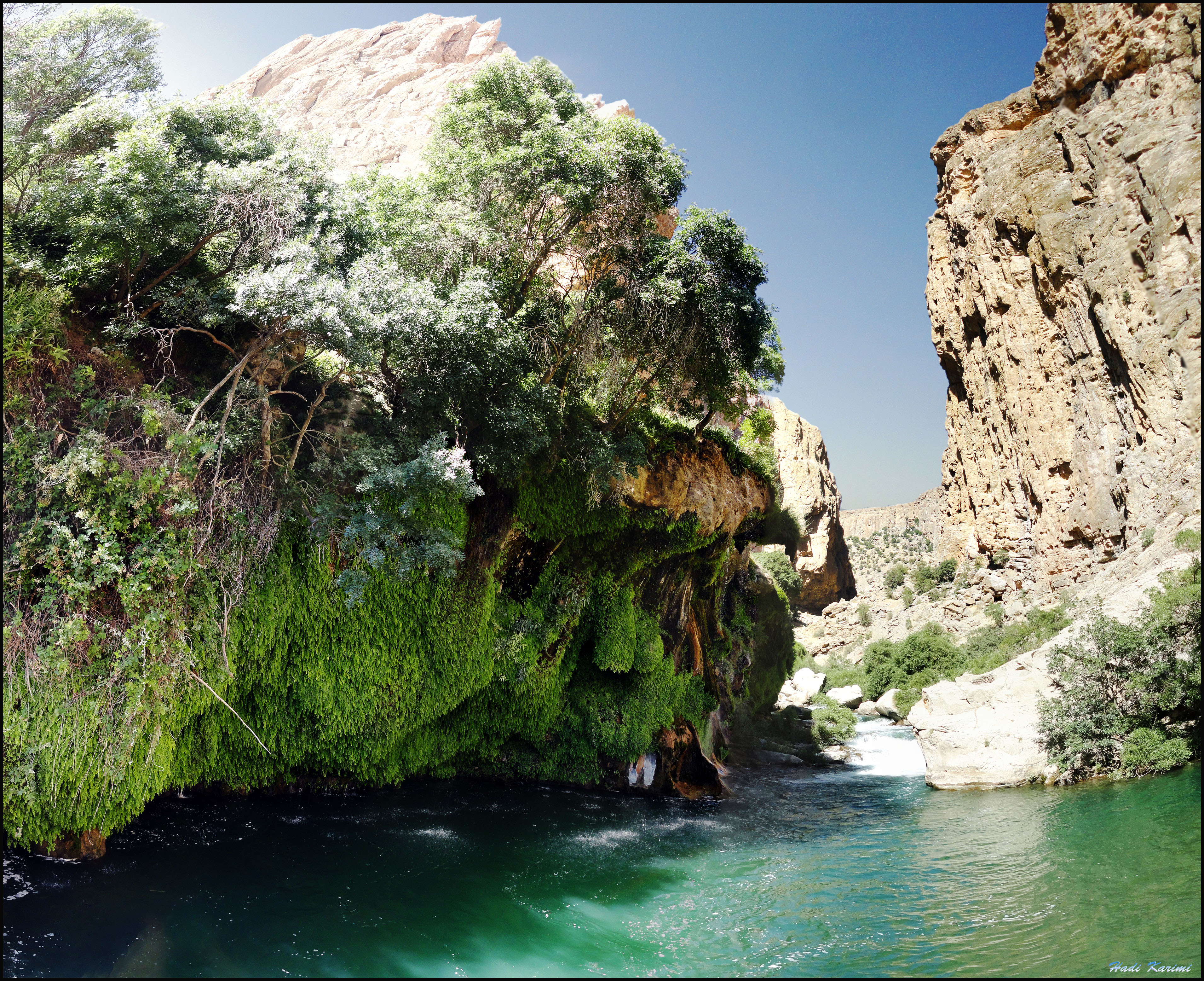
تنگ براق

- چشمه محمد رسول‌الله: این چشمه در جنوب غربی شهر اقلید و در فاصله ۵ کیلومتری آن قرار دارد. این چشمه که از زیر یک تپه سنگی و خاکی می‌جوشد پس از ورود به یک حوضچه از طریق نهری کوچک باغ‌های اطراف را آبیاری می‌کند. نام قدیمی این چشمه رودخانه شکاب بوده که طی ۱۰۰ سال گذشته به چشمه محمد رسول‌الله تغییر بافته است.
- خیابان فسارود: خیابان فسارود یکی از خیابان‌های زیبای شهرستان اقلید است که از انبوهی از درختان پوشیده شده و این درختان تابش خورشید به سطح زمین را سخت می‌کنند. رودخانه شهر از این خیابان عبور می‌کند و پل تاریخی حاج محمدعلی بر روی آن است. این خیابان مورد توجه بازدیدکنندگان از اقلید قرار می‌گیرد.
- تنگ براق: از تفرجگاه‌های طبیعی و کوهستانی اقلیداست که در فاصله ۸۰ کیلومتری جنوب شهر قرار گرفته است این منطقه دارای پوشش گیاهی فراوان ودره سبز و خرم درپایه رشته کوه لیله مند واقع شده است. دراین تنگ کتیبه‌ای به خط پهلوی ساسانی وجود دارد.
- دریاچه کافتر (شادکام):این دریاچه با مساحتی در حدود ۴۸ کیلومتر مربع یکی از دریاچه‌های آب شیرین استان فارس است که در جنوب شرقی شهرستان اقلید واقع شده است واز زیستگاه‌های بسیار ارزشمند پرندگان مهاجر محسوب می‌شود.
- رودخانه شادکام: این رودخانه که در گذشته به نام رودخانه سا ریاتن مشهور بود از چشمه‌ای به همین نام در ارتفاعات کوه آلما لیجه سرچشمه می‌گیرد و پس از آبیاری دشت نمدان به دریاچه کافتر می‌ریزد.
- رودخانه کر: رودی که از کوه‌های سیدمحمد و پالانگری در شهرستان اقلید سرچشمه می‌گیرد و پس از پیوستن آب تعدادی از چشمه‌های این شهرستان به آن با نام رودخانه کر از ناحیه تنگ براق به شهرستان مرودشت وارد می‌شود.
- چشمه بالنگان: چشمه حاجی‌آباد (بالنگان) با جلوه‌های بسیار زیبا و تفرجگاهی در منطقه‌ای به وسعت سه کیلومتر در محدوده شهرستان اقلید قرار دارد.
- چشمه قدمگاه: این چشمه در شهرسده در محلی با پوشش گیاهی مناسب و محوطه‌ای سرسبز و درختکاری شده قرار دارد. موقعیت این چشمه برای ایجاد تأسیسات پذیرایی بین راهی بسیار مناسب است. در حال حاضر چشمه فوق پس از انباشت در یک حوضچه بخشی از زمین‌های اطراف را آبیاری می‌کند.
- چشمه چویو:این چشمه در مجاورت جاده آسپاس شهرستان اقلید در دامنه ارتفاعات کوه حسینی قرارگرفته و منطقه‌ای مناسب برای تأسیس پارک جنگلی و ایجاد گردشگاه است.
- کوه بل: بلندترین قله کوهستان سفید از منطقه زاگرس مرکزی و بلندترین کوه استان فارس در جنوب شهر اقلید است.
- روستای محمدآباد: این روستا که از توابع شهرستان اقلید است و در بخش مرکزی دهستان خسرو و شیرین قرار دارد. درضلع جنوبی این روستا محوطه‌ای با مساحت شش کیلومتر وجود دارد که آب‌های سطحی و پوشش گیاهی مرکب از درختان بید سپیدار و نارون چشم‌انداز زیبایی به آن بخشیده و ارزش گیاهی ویژه ایجاد کرده است.
- روستای دژکرد: در حدفاصل میان کاکان قرار دارد که از چشم‌انداز طبیعی زیبا برخوردار است. این محل در طول سال مورد بازدید گردشگران قرارمی گیرد. این روستا در فاصله ۱۰ کیلومتری تنگ براق قرار دارد فراوانی آب‌های سطحی کیفیت مناسب پوشش گیاهی درختان جنگلی و آب هوای مطبوع کوهستانی از ویژگی‌های ارزشمندی است که این منطقه را در شمار یکی از جاذبه‌های طبیعی استان قرارداده است.[۳]

## دانشگاه‌ها
- دانشگاه آزاد اسلامی واحد اقلید
- مرکز آموزش عالی اقلید
- دانشگاه فرهنگیان - پردیس شهید بهشتی اقلید
- دانشگاه پیام نور اقلید
- آموزشکده فنی و حرفه‌ای دخترانه